# Медицинский центр Галилеи
Медицинский центр Галилеи (ивр. המרכז הרפואי לגליל‎) — израильский государственный медицинский комплекс, расположенный в восточной части города Нагария. Это крупнейшая больница в Галилее и вторая по величине на севере страны (после Медицинского центра Рамбам в Хайфе). До 2012 года медицинский центр назывался «Госпиталь Западной Галилеи в Нагарии».
Медицинский центр был открыт в 1956 году, включал родильное и хирургическое отделение и был рассчитан на 40 коек. Во втором десятилетии XXI века больница занимает 132 акров, из которых застроено 93 тысячи квадратных метров.
Медицинский центр Галилеи был первым в Израиле медицинским центром, оснащенным подземным убежищем-госпиталем, часть которого предусматривает также защиту от химического оружия.
Во время усиленных обстрелов Хизбаллой в 2006 году одна из ракет попала напрямую в хирургическое отделение больницы.
С 2007 года директором медицинского центра Галилеи является доктор Масад Бархум.

## История
Решение Генеральной Ассамблеи ООН об учреждении еврейского государства в Палестине оставило Западную Галилею с её восемью еврейскими поселениями за пределами утверждённой территории, и сразу же после заявления о независимости государства Израиль Западная Галилея попала в арабскую осаду. Проблемы со здоровьем не были в национальном порядке приоритетов (также потому, что население было относительно молодым и не нуждалось в специальных медицинских услугах). Однако проблемы родов были актуальными и после снятия осады с Галилеи доктор Беата Дэвидсон-Абрамов и доктор Эдмунд Винфельд решили создать роддом в пансионате на побережье Нагарии.
В 1950 году доктор Хаим Шиба, который был генеральным директором Министерства здравоохранения Израиля, начал искать способы создания больниц для каждого населенного географического района Израиля, а в 1952 году был утвержден специальный бюджет на покупку 10 караванов для создания больницы в Нагарии. Но из-за государственного кризиса и смены министров план был отклонен.
В 1954 году Министерство здравоохранения Израиля решило создать больницу для лечения репатриантов (ивр. מוסד לטיפול בעולים נחשלים‎, сокр. ивр. מלב"ן‎ Мальбен). Были сооружены 9 бараков, и в таком формате больница существовала до начала 1960-х годов.
В августе 1957 года больница столкнулась с финансовыми трудностями, хирургическое отделение было закрыто и сотрудники уволены. После этого министерство здравоохранения Израиля изменило формат обслуживания больницы в Нагарии и превратило её в государственную больницу. Отделы «Мальбен» постепенно сокращались, и 10 июня 1962 года все учреждение было передано в Министерство здравоохранения.
Больница продолжала развивать и создавать дополнительные отделения, такие как отделение неврологии, урологии, ортопедии, недоношенных детей, развития детей и многие другие.
В 1996 году медицинский центр Галилеи стал первым и единственным, получившим сертификацию Израильского института стандартов ISO 9002. В 1995 году центр был удостоен Национальной премии качества имени Ицхака Рабина в общественном секторе (в категории «Учреждения здравоохранения»). В 1996 году медицинский центр Галилеи заняла первое место на конкурсе «Лучшая больница в Израиле». В 2009 году он был удостоена Национальной премии качества имени Ицхака Рабина — за отличное управление процессами в категории «Учреждения здравоохранения».
В 2000 году, под руководством тогдашнего директора больницы профессора Шауля Шаши, под больницей был построен подземный комплекс-убежище. Подземный комплекс показал себя в 2006 году во время Второй Ливанской войны, когда именно больница получила наибольшее количество пострадавших — 1 872 человек (включая гражданских лиц и солдат АОИ). Более 2800 ракет попали в город Нагария и его окрестности 28 июля 2006 года, одна ракета непосредственно попала в глазное отделение больницы и нанесла огромный материальный ущерб. При этом, благодаря эвакуации пациентов в подземный защищенный комплекс, в больнице не было новых жертв этих обстрелов, повреждённые отделения был отремонтированы и больница продолжила свою работу.
В начале 2013 года в больнице открылось отделение нейрохирургии, первое среди больниц на севере Израиля. В течение года было открыто шестое внутреннее отделение и второе ортопедическое отделение, специализирующееся на позвоночнике. В сентябре 2013 года было открыто отделение ЭКО, а отделение онкологии переехало в новое помещение.
В начале 2014 года название больницы с одобрения Министерства здравоохранения Израиля было изменено с «Госпиталь Западной Галилеи в Нагарии» на «Медицинский центр Галилеи».